# Rita Mühlbauer
Rita Mühlbauer (* 1941 in Immenstadt) ist eine deutsche Malerin und Illustratorin.

## Leben
Rita Mühlbauer studierte an der Akademie der Bildenden Künste München bei Xaver Fuhr und Karl Fred Dahmen freie Malerei und lebt als freischaffende Malerin und Illustratorin in München. Neben zahlreichen Büchern illustrierte Rita Mühlbauer Titelgestaltungen für Buch- und Zeitschriftenverlage, gelegentlich Werbe- und Industrieaufträge. Ferner gestaltete sie Plakate, Broschüren, Wandbilder und Bildkarten für private und öffentliche Einrichtungen.
Von ihr illustrierte und gestaltete Bücher sind u. a. mit Hanno Rink Himmelszelt und Schneckenhaus, ein Buch über Wohnkulturen der Welt, sowie zum Leben der nordamerikanischen Indianer. Sie malte Bilder für Büffel und Beeren, Die Küche der Blackfoot-Indianer von Beverly Hungry Wolf und für ein naturwissenschaftliches Märchen Der schwarze Stein von Frank Baer, Ölbilder in Still erlischt das Feenkraut, Gedichte von Hubert Weinzierl, Baumporträts in Feder und Tusche für Baum-Pfade, Wege zu besonderen Bäumen von Eva Schneider. Sie schuf Kartenbilder für ein Astro-Tarot mit der Astrologin Hermine-Marie Zehl.
Seit 2002 kreiert sie im Auftrag der Hofpfisterei München in Zusammenarbeit mit dem Landesbund für Vogelschutz in Bayern monatliche Bildkarten von Tieren, Pflanzen und Pilzen. Hierzu gab es 2009 eine Sonderausstellung und ein gleichnamiges Buch unter dem Titel Schatzkammer Natur. Von der Vielfalt heimischer Arten im „Museum Mensch und Natur“ München. In der Folge entstanden aus dem Fundus dieser Bildkarten vier Quartette. 2012 wurden Federzeichnungen für Zoooo...Living Poems for Children von Hugh D. Loxdale veröffentlicht, 2018 fünfundzwanzig Porträts in Tusche und Farbe von heimischen Pflanzen in Die Pflanze, die gern Purzelbäume schlägt ... von Ewald Weber.
Seit Ende der 1970er Jahre malt Mühlbauer in und nach der Natur mit Öl- und Aquarellfarben, anfangs vor allem zum Thema Pilze. Ausgedehnte Aquarellstudien führte sie in heimischen Wäldern durch, dann zunehmend in den Regenwäldern der brasilianischen Amazonas- und der atlantischen Küstenregion, u. a. in der Forschungsstation „Estação Científica Ferreira Penna“ in Caxiuanã und in der Regenwaldakademie Salve Floresta, Tapiraí. Seit 2007 verbrachte sie vier Studienaufenthalte in der Forschungsstation Panguana im andennahen Amazonastiefland von Peru.
Rita Mühlbauer veranstaltet Workshops und Aquarellkurse zum Themenkreis Kunst und Natur, u. a. mit der Forschungswerkstatt im Pfalzmuseum für Naturkunde und Burg Lichtenberg, u. a. anlässlich der Ausstellungen Maria Sibylla Merian, Künstlerin und Naturforscherin und Georg Flegel. Sie hielt Workshops auf Einladung der Universität von Pará und des Deutschen Akademischen Austauschdienstes DAAD zur Deutschen Kulturwoche in Belém, Brasilien. 1999 veranstaltete sie Workshops im Rahmen der Zimbabwe International Book Fair in Harare, auf Einladung des Kulturreferats der Stadt München und der Frankfurter Buchmesse, 2004 Workshops auf der Feira do Livro, eingeladen vom Goethe-Institut Porto Alegre, Brasilien. Aquarellkurse und Workshops fanden außerdem im Umweltzentrum Schloss Wiesenfelden, über das Bildungswerk Bund Naturschutz in Bernhardswald, Ostbayern, Benediktbeuern und Wessling statt.

## Ausstellungen
- Palmengarten Frankfurt/Main
- Naturmuseum Senckenberg  Frankfurt/Main
- Haus des Waldes Stuttgart
- Zumsteinhaus Kempten
- Schloss Griebenow bei Greifswald
- Museu do Estado do Pará, Belém Brasilien
- Zoologische Staatssammlung München
- Bayerische Staatskanzlei, anlässlich der Ausstellung Bayern und Brasilien 1500 bis 2000
- Hexenei und Ziegenbart, Botanischer Garten München-Nymphenburg
- Sehnsucht Urwald, Botanischer Garten Berlin, Umweltzentrum Schloss Wiesenfelden und Museum Hofmühle Immenstadt
- 2012 Aquarelle aus dem Urwald von Panguana im Botanischen Garten München
- Beteiligung an der Ausstellung Panguana – Ein Regenwald und wir in der Zoologischen Staatssammlung München
- 2015 Urwaldbilder im Haus des Waldes, Stuttgart und im Naturkunde-Museum Ostbayern, Regensburg
- 2015 Pilzebilder im Zentrum für Umwelt und Kultur, Benediktbeuern
- 2016 und 2017 Urwaldbilder im Urwelt-Museum Oberfranken, Bayreuth und im „Urweltmuseum Geoskop“ auf Burg Lichtenberg, Pfalz.

## Auszeichnungen
- Internationaler Jugendbuchpreis „Premio Grafico“ für Himmelszelt und Schneckenhaus.